# Holorusia viettei
Holorusia viettei är en tvåvingeart som först beskrevs av Alexander 1957.  Holorusia viettei ingår i släktet Holorusia och familjen storharkrankar. Inga underarter finns listade i Catalogue of Life.